# ミラクルビークル
ミラクルビークルは、岐阜県工業会が開発を行っていた空陸両用車。
機体は小型飛行機のようなデザインで、道路を走る時は翼を折り畳んでおき、飛行時には翼を広げて道路を滑走路にして飛び立つ。すでにアメリカなどでは飛行機にクルマの機能を持たせたものは存在していたが、ミラクルビークルはクルマに飛行能力を持たせたものとして開発が進められていた。軽量化のため機体には和紙を使用し、燃料電池をエネルギー源にしていた。
2002年4月、1/3スケールモデルによる飛行実験を行ったが離陸直後に墜落した。同年8月には1/3スケールの機体で4分間の飛行に成功した。また、実物大模型も製作され、同年10月の丸の内ビル完工記念「After5 Years Technology Exhibition 近未来技術展」で展示された。
2012年、資金難により開発が終了した。
1/3スケールモデル、実物大模型は岐阜県各務原市のかかみがはら航空宇宙科学博物館（現・岐阜かかみがはら航空宇宙博物館）に2016年まで展示された。

## 仕様
| 項目              | 共通     | 地上走行時 | 飛行時   |
| ----------------- | -------- | ---------- | -------- |
| 最大搭乗人数      | 1名      |            |          |
| 全長              | 4.45 m   |            |          |
| 全幅              | 6 m      |            |          |
| 全高              |          |            |          |
| 重量              | 450 kg   |            |          |
| 積載重量          |          |            |          |
| 最大離陸重量      |          |            |          |
| プロペラ          |          |            |          |
| 出力              |          |            |          |
| 積載燃料          | 燃料電池 |            |          |
| 航続距離/航続時間 |          |            |          |
| 燃費              |          |            |          |
| 速度              |          | 50 km/h    | 260 km/h |